# Брюссельський саміт НАТО 2021
Брюссельський саміт НАТО 2021 (англ. 2021 Brussels summit, фр. Sommet de l'OTAN Bruxelles 2021) — 31-а зустріч на вищому рівні глав держав та голів урядів країн-учасниць Північноатлантичного альянсу, яка відбулась 14 червня 2021 у Брюсселі в штаб-квартирі НАТО.
Це був перший саміт для Північної Македонії, яка ввійшла до складу НАТО 23 березня 2020 року. Також у саміті вперше взяв участь новообраний президент США Джо Байден.
Саміт 2021 року став позаплановим, проведеним з метою налагодження трансатлантичних зв'язків з адміністрацією новообраного президента Джо Байдена. Спершу планувалось, що саміт відбудеться восени 2021 року й за участі країн-партнерів, однак через участь президента США Джо Байдена у зустрічі лідерів G7 його довелось перенести. Повідомлялось, що в саміті візьмуть участь лише держави-союзниці, зустрічі з країнами-партнерами не передбачались, позаяк тривав він усього один день.

## Перебіг саміту
Відкрив саміт генсекретар НАТО Єнс Столтенберг.
- 9:15 — виступ перед пресою

генерального секретаря НАТО.
- 10:00 — вступна промова генсекретаря.
- 10:30 — прибуття і вступна промова лідерів.
- 10:40 — двостороння зустріч з прем'єр-міністром Канади Джастіном Трюдо.
- 12.00 — двостороння зустріч з президентом США Джо Байденом.
- 13:00 — офіційне привітання генерального секретаря.
- 13:25 — офіційна фотосесія лідерів НАТО.
- 13:30 — вітальна церемонія. Засідання Північноатлантичної ради на рівні глав держав та урядів.
- 16:00 — пресконференція генсекретаря.
- 17:00 — спільна пресконференція з прем'єр-міністром Іспанії Педро Санчесом.

## Порядок денний
Найважливішими завданнями саміту були:
- посилення НАТО як унікального форуму для консультацій щодо трансатлантичної безпеки
- зміцнення військової позиції, підвищення боєготовності військ, модернізація озброєння та інвестування в колективну оборону, підвищення захисної здатності на суші, в морі, у повітрі, у кіберпросторі та в космосі
- зменшення вразливості до нападів та примусу, співпраця зі союзниками задля захисту спільної інфраструктури, забезпечення діяльності сил незалежно від умов — миру, кризи або конфлікту.
- стимулювання розвитку трансатлантичних технологій, збільшення технологічної переваги Альянсу з метою запобігання розривів між созниками для забезпечення співпраці; більш тісна співпраця з науковцями.
- підтримка міжнародного миру, заснованого на правилах, захист спільних цінностей та інтересів. Зміцнення наявних партнерських відносин, налагодження нових зв'язків з країнами-однодумцями з інших регіонів світу (Африці, Азії та Латинській Америці зокрема).
- реалізація допомоги державам-партнерам, активізація військової підтримки та нарощення потенціалу, позаяк конфлікти та нестабільність у сусідніх державах становлять загрозу безпосередньо країнам НАТО. Серед напрямків співпраці — боротьба з тероризмом, протидія кібератакам, реформи оборони та вирішення криз.
- протидія наслідкам змін клімату задля колективної безпеки.
- розробка наступної стратегічної концепції НАТО.
- посилення інвестицій в оборону, збільшення спільного бюджету НАТО.

## Учасники

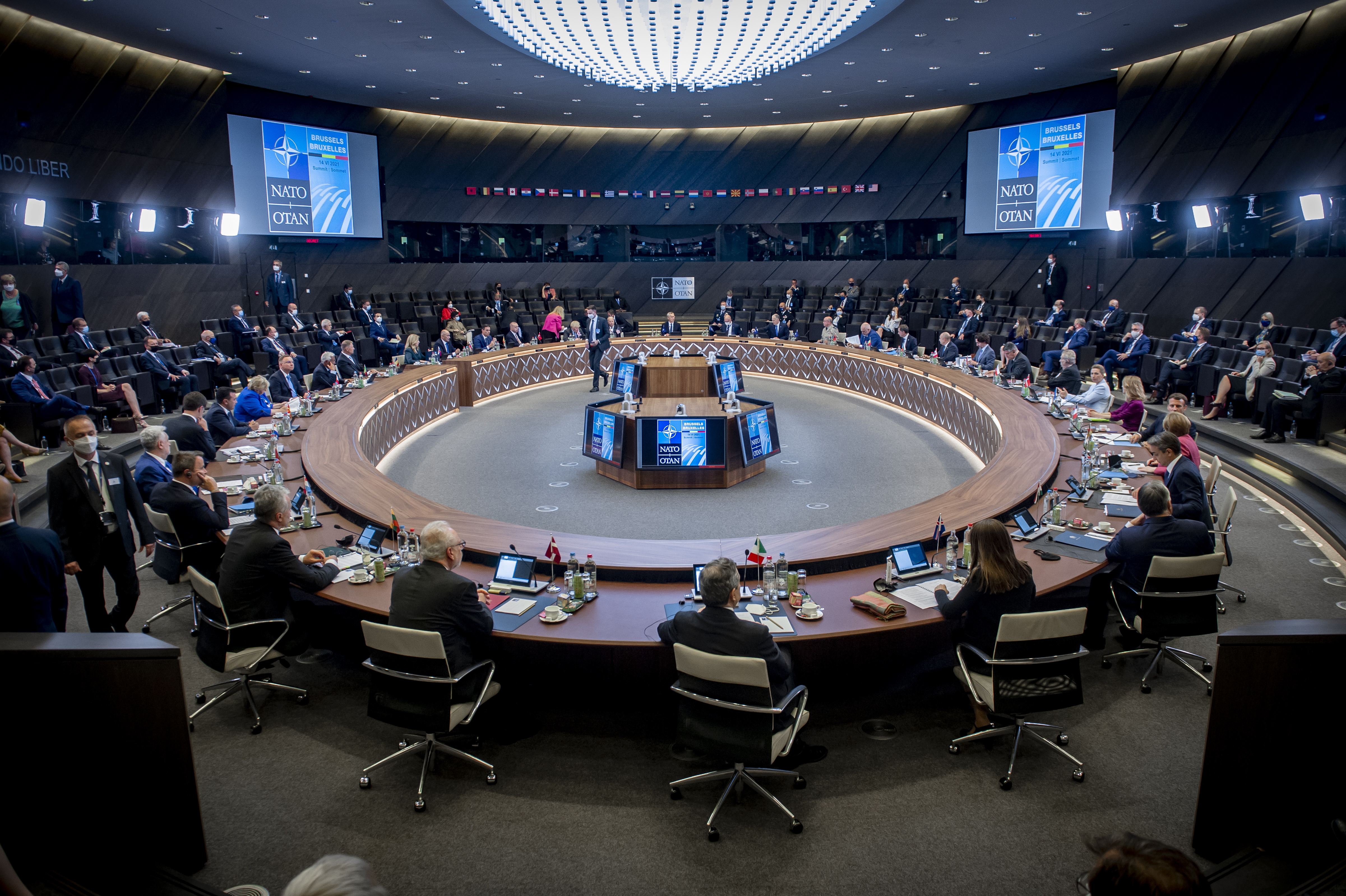
Учасники саміту

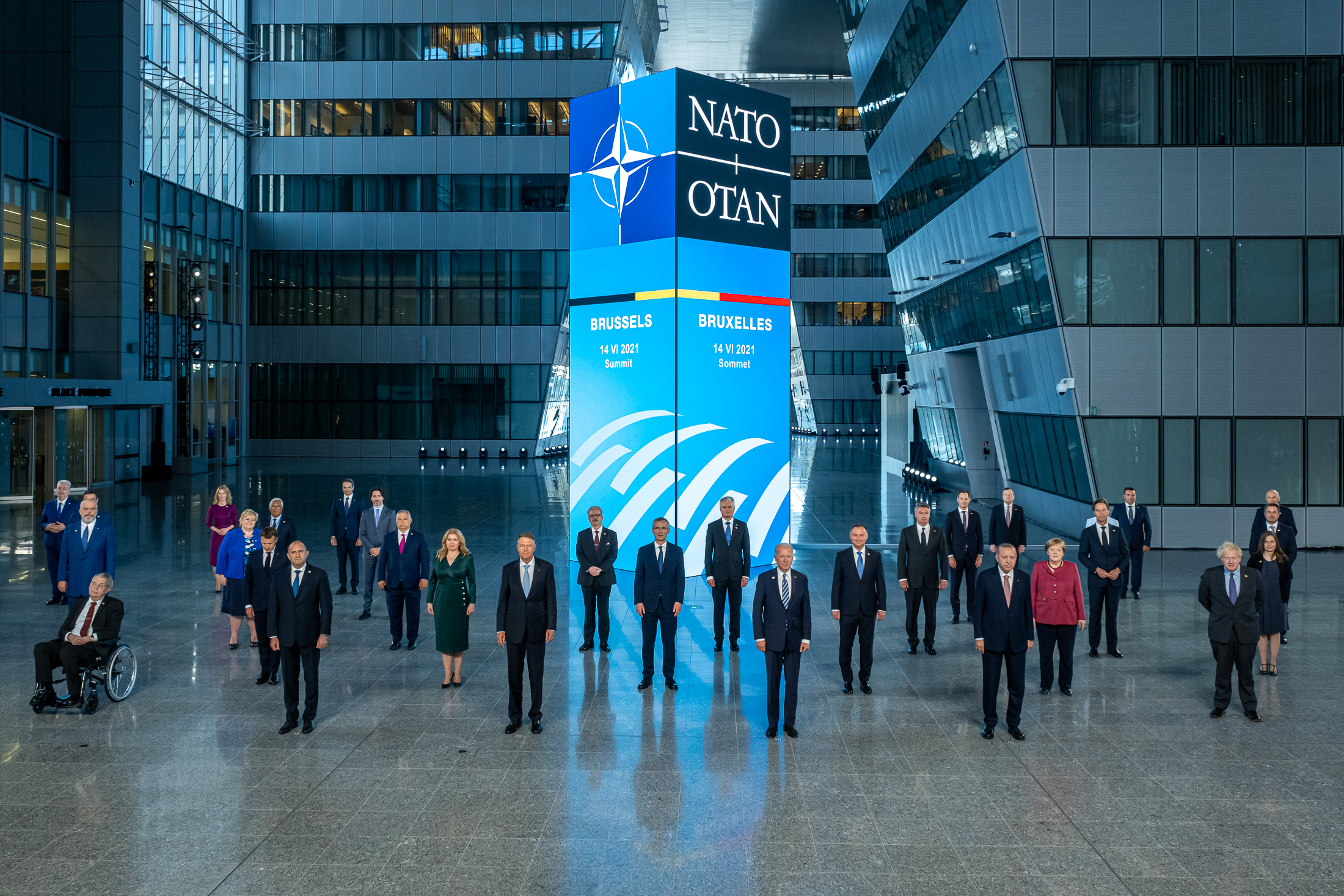
Лідери НАТО на саміті

| - Албанія — Прем'єр-міністр Еді Рама - Бельгія — Прем'єр-міністр Александер де Кроо - Болгарія — Президент Румен Радев - Велика Британія — Прем'єр-міністр Борис Джонсон - Греція — Прем'єр-міністр Кіріакос Міцотакіс - Данія — Прем'єр-міністр Метте Фредріксен - Естонія — Прем'єр-міністр Кая Каллас - Ісландія — Прем'єр-міністр Катрін Якобсдоуттір - Іспанія — Прем'єр-міністр Педро Санчес - Італія — Прем'єр-міністр Маріо Драґі - Канада — Прем'єр-міністр Джастін Трюдо - Латвія — Президент Егілс Левітс - Литва — Президент Ґітанас Науседа - Люксембург — Прем'єр-міністр Ксав'є Бетель - Нідерланди — Прем'єр-міністр Марк Рютте - Німеччина — Канцлер Ангела Меркель | - Норвегія — Прем'єр-міністр Ерна Солберг - Північна Македонія — Прем'єр-міністр Зоран Заєв - Польща — Президент Анджей Дуда - Португалія — Прем'єр-міністр Антоніу Кошта - Румунія — Президент Клаус Йоганніс - Словаччина — Президент Зузана Чапутова - Словенія — Прем'єр-міністр Янез Янша - США — Президент Джо Байден - Туреччина — Президент Реджеп Тайїп Ердоган - Угорщина — Прем'єр-міністр Віктор Орбан - Франція — Президент Емманюель Макрон - Хорватія — Президент Зоран Миланович - Чехія — Президент Мілош Земан - Чорногорія — Прем'єр-міністр Здравко Кривокапич - НАТО — Генеральний секретар Єнс Столтенберг |

## Підсумки

### Подальші напрямки роботи
На саміті узгодили 8 основних напрямків роботи до 2030 року:
1. НАТО буде розвиватись як трансатлантичний форум для консультацій та спільних дій з питань оборони та безпеки;
2. вдосконалення та посилення систем оборони та стримування задля задоволення оборонних потреб країн-членів;
3. зміцнення демократичних суспільств шляхом координації зобов'язань членів НАТО, застосування більш координованого та інтегрованого підходу задля зменшення вразливості;
4. сприяння перебуванню НАТО на вістрі прогресу технологій, стимулювання розвитку та застосування новітніх технологій;
5. зміцнення міжнародного порядку, базованого на правилах, розширення діалогу та співпраці з партнерами;
6. посилення можливостей для країн-партнерів;
7. протидія кліматичним змінам, кінцевою метою якої є досягнення нульового рівня забруднення довкілля до 2050 року;
8. розробка нової Стратегічної концепції НАТО, яка буде затверджена Радою на постійній сесії, а також лідерами країн-членів НАТО на наступному саміті 2022 року, який відбудеться в Іспанії[17].

### Російська агресія
У підсумковому комюніке йдеться, що лідери НАТО насторожені агресивною політикою Росії, зокрема військовою активністю Росії неподалік країн Альянсу, втім, готові до політичного діалогу з нею. Члени НАТО наголосили на підтримці територіальної цілісності та суверенітету України, Грузії та Молдови, закликали Росію вивести війська, які вона розмістила в усіх трьох країнах без їхньої згоди, а також засудили незаконну анексію Криму Росією. Окрім цього, лідери наголосили, що не повернуться до «звичайних» відносин, допоки Москва не буде дотримуватись норм міжнародного права та зобов'язань. До цього Альянс продовжить політику стримування та буде посилювати свою оборону.

### Відносини з Китаєм
Одним з основних питань саміту було те, який курс обере НАТО щодо Китаю. На пресконференції перед початком саміту генсекретар НАТО Єнс Столтенберг заявив, що «за економічними, технологічними та військовими можливостями Китай наближається до НАТО». У НАТО заявили, що налаштовані на конструктивний діалог з Пекіном та прагнуть співпраці з КНР, однак стурбовані політикою Китаю та нарощенням ядерного потенціалу зокрема. Разом з тим, Альянс визнав готовність співпрацювати у низці питань, як-от контроль за озброєннями та зміни клімату.

### Режим Лукашенка
Лідери Альянсу закликали режим Лукашенка звільнити всіх політв'язнів, наполягли на прозорому розслідуванні інциденту вимушеної посадки літака з Романом Протасевичем. Опріч цього, підтримали запроваджені партнерами Альянсу санкції та закликали Білорусь поважати норми міжнародного гуманітарного права.

### Інші
З-поміж іншого ухвалили Комплексну політику кіберзахисту НАТО задля протистояння кібератакам, оголосили про наміри посилити присутність Альянсу в окремих регіонах, як-от Естонії, Латвії, Литві та Польщі, а також Чорноморському регіоні. Також лідери НАТО повідомили, що хочуть продовжити контроль над розповсюдженням зброї та ухвалили рішення про продовження Договору про скорочення наступальних озброєнь між Росією та США на 5 років. Йдеться, що країни-члени НАТО збільшуватимуть витрати на оборону до 2021 року. Приблизно дві третини країн-членів до 2024 року планують досягти або перевищити оборонні видатки у 2 % від ВВП. Окрім цього, на саміті підтвердили солідарність Альянсу з державами-партнерами Україною та Грузією, наголосили на тому, що підтримуватимуть їх у проведенні реформ, що наближають до НАТО.

## Україна— НАТО
Представників України, як і інших країн-партнерів, на саміті не було. Генеральний секретар НАТО Єнс Столтенберг пояснив це тим, що саміт 2021 року — закритий, буде тривати всього один день, тому участь у ньому візьмуть лише країни-союзниці НАТО. Закриті саміти відбувались також 2017 і 2019 року, участь у них брали лише лідери країн НАТО. Попри відсутність представників України на саміті, лідери НАТО оголосили, що Україна отримає членство через ПДЧ. У комюніке, схваленому за результатами саміту, йдеться:
|  | Ми підтверджуємо рішення, ухвалене 2008 року на Бухарестському саміті НАТО, про те, що Україна стане членом Альянсу із Планом дій щодо членства як невід'ємною частиною процесу. Оригінальний текст (англ.) We reiterate the decision made at the 2008 Bucharest Summit that Ukraine will become a member of the Alliance with the Membership Action Plan (MAP) as an integral part of the process. |

Подібні формулювання щодо України прозвучали вперше з 2008 року, коли на Бухарестському саміті НАТО одностайно ухвалили Декларацію, у якій Україну (нарівні з Грузією) запевнили в майбутньому набутті членства в НАТО. Щодо Грузії ж такі формулювання звучать з 2018 року.
На брифінгу після саміту генсекретар НАТО Єнс Столтенберг заявив, що Росія не зможе ветувати рішення про можливий вступ України до Альянсу під час його розгляду, а ухвалюватимуть рішення Україна та 30 країн Альянсу.